# Formozygaena shibatai
Formozygaena shibatai är en fjärilsart som beskrevs av Inoue 1987. Formozygaena shibatai ingår i släktet Formozygaena och familjen bastardsvärmare. Inga underarter finns listade i Catalogue of Life.